# Persone di nome Gabriela
| Questa pagina contiene informazioni ricavate automaticamente dalle voci biografiche con l'ausilio del template Bio e di un bot. L'aggiornamento è periodico e automatico e ricostruisce completamente la pagina. Se manca una persona in questa lista, sei pregato di non aggiungerla, ma accertati piuttosto che la sua voce biografica contenga il template Bio e che i dati anagrafici siano correttamente compilati. Se il template Bio manca, inseriscilo tu stesso o, in alternativa, metti l'avviso {{tmp\|Bio}} che ne segnala la mancanza. Se i dati riportati sono sbagliati, correggi direttamente la voce biografica; le modifiche saranno visibili in questa lista entro pochi giorni. Per chiarimenti vedi il progetto antroponimi. La lista contiene solo le 82 persone che sono citate nell'enciclopedia e per le quali è stato implementato correttamente il template Bio. Pagina aggiornata al 22 lug 2025. |

Questa è una lista di persone presenti nell'enciclopedia che hanno il nome Gabriela, suddivise per attività principale.

## Arciere(1)
- Gabriela Schloesser, arciera messicana (Tijuana, n. 1994)

## Astiste(1)
- Gabriela Leon, astista statunitense (n. 1999)

## Attrici(6)
- Gabriela Belisario, attrice italiana (Roma, n. 1989)
- Gaby Dohm, attrice austriaca (Salisburgo, n. 1943)
- Gabriela Duarte, attrice brasiliana (Campinas, n. 1974)
- Gabriela Rocha, attrice brasiliana (n. 1995)
- Gabriela Spanic, attrice, modella e cantante venezuelana (Ortiz, n. 1973)
- Gabriela de la Garza, attrice messicana (Città del Messico, n. 1976)

## Biatlete(2)
- Gabriela Soukalová, ex biatleta ceca (Jablonec nad Nisou, n. 1989)
- Gabriela Suvová, ex biatleta ceca (Jablonec nad Nisou, n. 1972)

## Calciatrici(4)
- Gabriela Chávez, calciatrice argentina (Buenos Aires, n. 1989)
- Gabriela Nunes da Silva, calciatrice brasiliana (San Paolo, n. 1997)
- Gabriela Garton, calciatrice argentina (Rochester, n. 1990)
- Gabriela Matoušková, calciatrice ceca (Prostějov, n. 1992)

## Cantanti(5)
- Gabriela Gunčíková, cantante ceca (Kroměříž, n. 1993)
- Pænda, cantante austriaca (Deutschlandsberg, n. 1988)
- Gaba Kulka, cantante polacca (Varsavia, n. 1979)
- Bryska, cantante polacca (Varsavia, n. 2001)
- Gabriela Partyšová, cantante e attrice ceca (Brno, n. 1978)

## Cavallerizze(1)
- Gabriela Grillo, cavallerizza tedesca (Duisburg, n. 1952 - Mülheim an der Ruhr, † 2024)

## Cestiste(13)
- Gabriela Andělová, cestista ceca (Pelhřimov, n. 1996)
- Gabriela Ciocan, cestista rumena (Ploiești, n. 1948 - † 2011)
- Gabriela Cursaru, ex cestista rumena (Bucarest, n. 1992)
- Gabriela Irimia, cestista rumena (Călărași, n. 1990)
- Gabriela Karska, ex cestista polacca (n. 1937)
- Gabriela Kiss, ex cestista rumena (Mediaș, n. 1965)
- Gabriela Kubatová, ex cestista slovacca (Kežmarok, n. 1984)
- Gabriela Mróz, ex cestista polacca (Strzelce Opolskie, n. 1969)
- Gabriela Mărginean, cestista rumena (Cluj-Napoca, n. 1987)
- Gabriela Pandrea, ex cestista rumena (Hârșova, n. 1968)
- Gabriela Șchiopu, ex cestista rumena (Pitești, n. 1968)
- Gabriela Toma, ex cestista rumena (Bucarest, n. 1974)
- Gabriela Trmal, ex cestista austriaca (Vienna, n. 1952)

## Diplomatiche(1)
- Gabriela Dancau, diplomatica romena (Romania, n. 1977)

## Dirigenti sportive(1)
- Gabriela Szabó, dirigente sportiva, politica e ex mezzofondista rumena (Bistrița, n. 1975)

## Etnologhe(1)
- Gabriela Kiliánová, etnologa slovacca (Bratislava, n. 1951)

## Fisiche(1)
- Gabriela González, fisica e astronoma argentina (Córdoba, n. 1965)

## Fondiste(1)
- Gabriela Svobodová, ex fondista slovacca (Kremnica, n. 1953)

## Ginnaste(3)
- Gabriela Drăgoi, ginnasta romena (Buzău, n. 1992)
- Gabriela Potorac, ex ginnasta rumena (Bacău, n. 1973)
- Gabriela Trușcă, ex ginnasta rumena (Bacău, n. 1957)

## Hockeiste su prato(1)
- Gabriela Pando, hockeista su prato e allenatrice di hockey su prato argentina (n. 1970 - † 2024)

## Maratonete(1)
- Gabriela Andersen-Schiess, ex maratoneta svizzera (Zurigo, n. 1945)

## Marciatrici(1)
- Kimberly García, marciatrice peruviana (Huancayo, n. 1993)

## Mezzofondiste(2)
- Gabriela DeBues-Stafford, mezzofondista canadese (London, n. 1995)
- Gabriela Gajanová, mezzofondista slovacca (Liptovský Mikuláš, n. 1999)

## Modelle(4)
- Gabriela Barros Tapia, modella, conduttrice televisiva e attrice cilena (Viña del Mar, n. 1980)
- Gabriela Markus, modella brasiliana (Teutônia, n. 1988)
- Gabriela Rejala, modella paraguaiana (Ñemby, n. 1989)
- Gabriela Zavala, modella honduregna (San Pedro Sula, n. 1985)

## Nuotatrici(1)
- Gabriela Regly, nuotatrice artistica brasiliana (n. 1999)

## Pallavoliste(6)
- Gabriela Alicea, pallavolista portoricana (n. 1997)
- Gabriela Guimarães, pallavolista brasiliana (Belo Horizonte, n. 1994)
- Gabriela Koeva, pallavolista bulgara (Pleven, n. 1989)
- Gabriela Orvošová, pallavolista ceca (n. 2001)
- Gabriela Pérez del Solar, ex pallavolista e politica peruviana (Ica, n. 1968)
- Gabriela Román, pallavolista portoricana (San Juan, n. 1991)

## Pianiste(2)
- Gabriela Lena Frank, pianista e compositrice statunitense (Berkeley, n. 1972)
- Gabriela Montero, pianista venezuelana (Caracas, n. 1970)

## Pittrici(1)
- Gabriela Dauerer, pittrice tedesca (Norimberga, n. 1958 - Norimberga, † 2023)

## Poetesse(1)
- Gabriela Mistral, poetessa e educatrice cilena (Vicuña, n. 1889 - New York, † 1957)

## Politiche(2)
- Gabriela Firea, politica, giornalista e conduttrice televisiva rumena (Bacău, n. 1972)
- Alejandra Krauss, politica e avvocata cilena (Santiago del Cile, n. 1956)

## Produttrici cinematografiche(1)
- Gabriela Rodríguez, produttrice cinematografica venezuelana (n. 1980)

## Sciatrici alpine(2)
- Gabriela Capová, sciatrice alpina ceca (Ostrava, n. 1993)
- Gabriela Zingre-Graf, ex sciatrice alpina svizzera (Gstaad, n. 1970)

## Scrittrici(6)
- Gabriela Adameșteanu, scrittrice, saggista e giornalista romena (Târgu Ocna, n. 1942)
- Gabriela Babnik, scrittrice slovena (Göppingen, n. 1979)
- Gabriela Brimmer, scrittrice e attivista messicana (Città del Messico, n. 1947 - Città del Messico, † 2000)
- Gabriela Cabezón Cámara, scrittrice e giornalista argentina (San Isidro, n. 1968)
- Gabriela Preissová, scrittrice e drammaturga ceca (Kutná Hora, n. 1862 - Praga, † 1946)
- Gabriela Zapolska, scrittrice, naturalista e attrice polacca (Pidhajzi, n. 1857 - Leopoli, † 1921)

## Soprani(1)
- Gabriela Beňačková, soprano slovacco (Bratislava, n. 1947)

## Tenniste(7)
- Gabriela Cé, tennista brasiliana (Porto Alegre, n. 1993)
- Gabriela Dabrowski, tennista canadese (Ottawa, n. 1992)
- Gabriela Knutson, tennista ceca (Fair Oaks, n. 1997)
- Gabriela Lastra, ex tennista statunitense (n. 1980)
- Gabriela Lee, tennista romena (Galați, n. 1995)
- Gabriela Navrátilová, ex tennista ceca (n. 1976)
- Gabriela Sabatini, ex tennista argentina (Buenos Aires, n. 1970)

## Tripliste(1)
- Gabriela Petrova, triplista bulgara (n. 1992)

## Tuffatrici(1)
- Gabriela Agúndez, tuffatrice messicana (La Paz, n. 2000)